# Lavigney
Lavigney ist eine Gemeinde im französischen Département Haute-Saône in der Region Bourgogne-Franche-Comté.

## Geographie
Lavigney liegt auf einer Höhe von 252 m über dem Meeresspiegel, sechs Kilometer westlich von Combeaufontaine und etwa 28 Kilometer westnordwestlich der Stadt Vesoul (Luftlinie). Das Dorf erstreckt sich im Westen des Départements, in der leicht gewellten Landschaft auf dem Plateau nördlich der Saône, in der Talniederung der Sorlière.
Die Fläche des 9,93 km² großen Gemeindegebiets umfasst einen Abschnitt im Bereich des Plateaus nördlich des Saônetals. Von Nordwesten nach Südosten wird das Gebiet von der Alluvialniederung der Sorlière durchquert, die für die Entwässerung über die Gourgeonne zur Saône sorgt. Die Talaue liegt durchschnittlich auf 245 m und weist eine Breite von maximal 500 m auf. Flankiert wird das Tal auf beiden Seiten von einem Plateau, das eine durchschnittliche Höhe von 270 m erreicht. Das Plateau wird durch verschiedene Mulden untergliedert, die sich zum Tal der Sorlière öffnen. In der Talniederung und auf dem Plateau herrscht landwirtschaftliche Nutzung vor, doch gibt es auch größere Waldflächen, insbesondere entlang der Gemeindegrenzen. Nach Norden reicht das Gebiet in den Bois du Fourre (300 m), nach Süden bis zum Bois de la Combe. Im Westen verläuft die Grenze über die Anhöhe des Bois de Narbeau, auf der mit 307 m die höchste Erhebung von Lavigney erreicht wird. 
In geologischer Hinsicht befindet sich Lavigney in einem Übergangsgebiet. Der nordwestliche Teil besteht aus einer Wechsellagerung von kalkigen und sandig-mergeligen Sedimenten der unteren Jurazeit, während im Südosten Schichten der oberen Jurazeit zutage treten. Das Gebiet wird durch mehrere Verwerfungen unterteilt.
Nachbargemeinden von Lavigney sind Malvillers und Melin im Norden, Gourgeon im Osten, Cornot im Süden sowie La Roche-Morey im Westen.

## Geschichte
Erstmals urkundlich erwähnt wird Lavigney im Jahr 1294. Im Mittelalter gehörte das Dorf zur Freigrafschaft Burgund und darin zum Gebiet des Bailliage d’Amont. Die lokale Herrschaft hatte die Familie Vergy inne. Zusammen mit der Franche-Comté gelangte Lavigney mit dem Frieden von Nimwegen 1678 definitiv an Frankreich. Das einstige Schloss mit vier Ecktürmen wurde 1910 abgetragen. Heute ist Lavigney Mitglied des 10 Ortschaften umfassenden Gemeindeverbandes Communauté de communes des Belles Fontaines.

## Sehenswürdigkeiten
Die Dorfkirche von Lavigney wurde im 18. Jahrhundert neu errichtet. Auf dem Gemeindegebiet befinden sich mehrere Calvaires aus dem 17. Jahrhundert. Der Ortskern ist geprägt durch Häuser aus dem 16. bis 18. Jahrhundert, die den traditionellen Stil der Haute-Saône zeigen. Über die Sorlière führen zwei Steinbrücken aus dem 18. Jahrhundert.

## Bevölkerung
| Jahr                       | 1962 | 1968 | 1975 | 1982 | 1990 | 1999 | 2006 |
| Einwohner                  | 193  | 173  | 144  | 134  | 114  | 114  | 123  |
| Quellen: Cassini und INSEE |      |      |      |      |      |      |      |

Mit 123 Einwohnern (1. Januar 2022) gehört Lavigney zu den kleinen Gemeinden des Département Haute-Saône. Nachdem die Einwohnerzahl in der ersten Hälfte des 20. Jahrhunderts deutlich abgenommen hatte (1891 wurden noch 334 Personen gezählt), wurden seit Beginn der 1980er Jahre nur noch geringe Schwankungen verzeichnet.

## Wirtschaft und Infrastruktur
Lavigney ist noch heute ein vorwiegend durch die Landwirtschaft (Ackerbau, Weinbau, Obstbau und Viehzucht) und die Forstwirtschaft geprägtes Dorf. Außerhalb des primären Sektors gibt es nur wenige Arbeitsplätze im Ort. Einige Erwerbstätige sind auch Wegpendler, die in den größeren Ortschaften der Umgebung ihrer Arbeit nachgehen.
Die Ortschaft liegt abseits der größeren Durchgangsachsen an einer Departementsstraße, die von Lavoncourt nach Augicourt führt. Weitere Straßenverbindungen bestehen mit Gourgeon, Cornot und Malvillers.